# Kothipur, Maddur
Kothipur là một làng thuộc tehsil Maddur, huyện Mandya, bang Karnataka, Ấn Độ.